# Marcel Sommelet
Marcel Sommelet (Langres, 16 gennaio 1877 – Langres, 17 ottobre 1952) è stato un chimico francese.
Professore di farmacia a Parigi, è noto per aver scoperto la reazione di Sommelet e la trasposizione di Sommelet.

## Fonti
Lemma su Treccani.it